# Johann Heinrich Rahn (Mediziner)

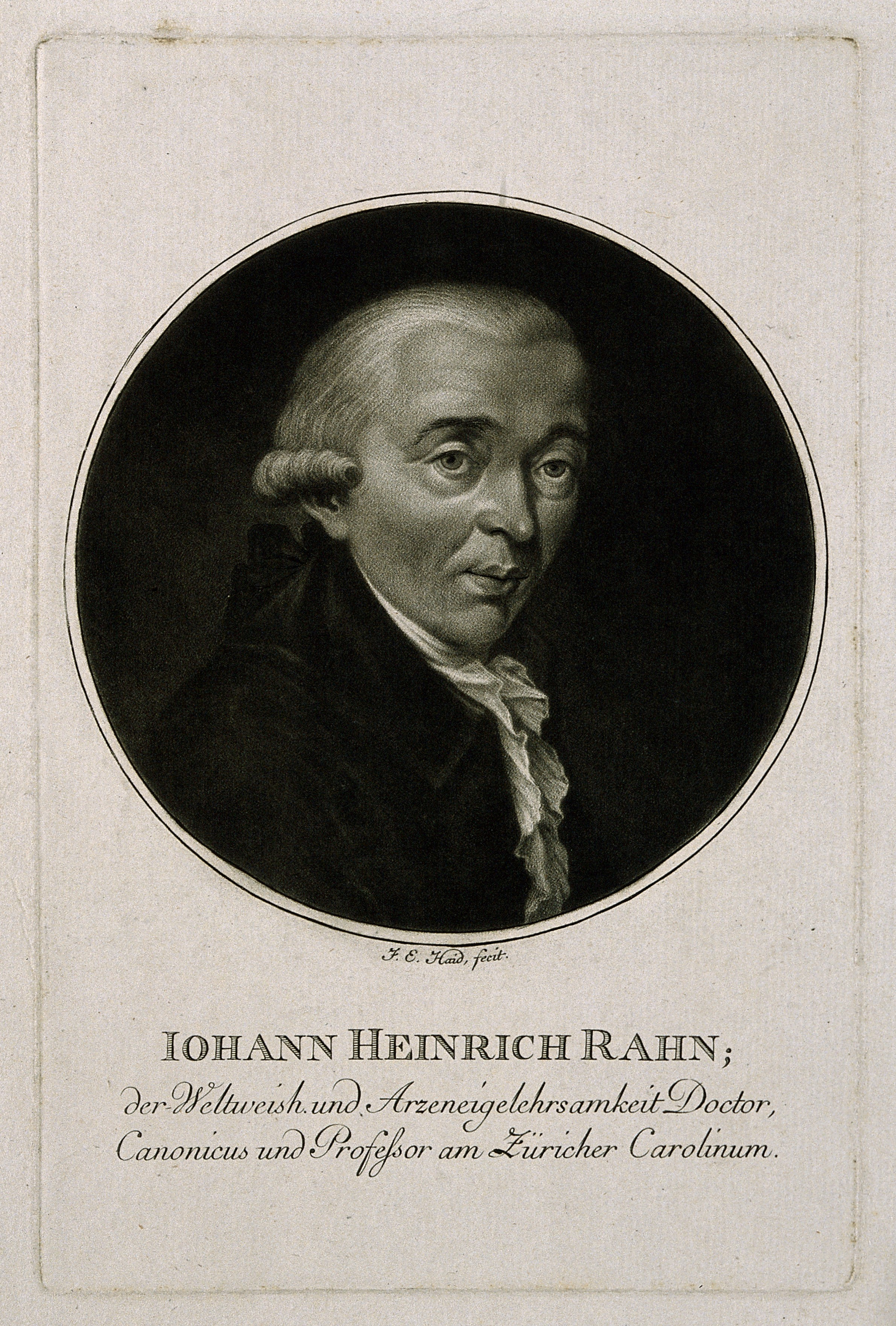
Porträt von Johann Heinrich Rahn

Johann Heinrich Rahn (* 23. Oktober 1749 in Zürich; † 3. August 1812 ebenda) war ein Schweizer Mediziner und Hochschullehrer. Er baute eine moderne Medizinerausbildung in Zürich auf.

## Leben
Rahn wurde als jüngster Sohn des Chorherrn und Archidiakons Johann Rudolf Rahn-Hess geboren. Seine erste Bildung erhielt er im Elternhaus. Anschliessend absolvierte er die Lateinschule, bevor er bis 1765 am Collegium humanitatis unterrichtet wurde. Ab 1765 studierte er bei Johann Rudolf Burkhard am anatomischen Theater. Zusätzlich hörte er die Privatvorlesungen von Johann Caspar Hirzel, der einen grossen Einfluss auf ihn hatte. Daneben konnte er für seine Ausbildung die Bibliothek und den Botanischen Garten der Physikalischen Gesellschaft in Zürich nutzen. 1769 wurde er an der Universität Göttingen immatrikuliert. Dort wohnte er beim Direktor des Göttinger Botanischen Gartens Johan Andreas Murray. In Göttingen bestand er die medizinischen Examina. Am 8. Juni 1771 wurde er mit der Dissertation De miro inter caput et viscera abdominis commercio (Über den merkwürdigen Zusammenhang zwischen dem Haupt und den Eingeweiden des Unterleibes) zum Dr. med. promoviert. Schliesslich verbrachte er zur Ergänzung seiner Studien noch wenige Monate in Wien. Wann er zum Dr. phil. promoviert wurde, ist nicht bekannt.
Rahn kehrte im Herbst 1771 nach Zürich zurück und liess sich als praktischer Arzt nieder. Er bemühte sich schnell um den schlechten Zustand der Gesundheitspflege in der Stadt und auf dem Land. Zunächst begann er Privatunterricht in Physiologie, Anatomie und Pathologie zu erteilen. Für die Verbesserung der Fachliteratursituation gründete er 1780 die Medizinisch-chirurgische Bibliotheksgesellschaft. Daneben bemühte er sich als Arzt der Aufklärung um die Verbesserung der Gesundheit der Bevölkerung. Auf seine Initiative hin wurde in Zürich das Sihlbad errichtet. In diesem Zuge war er auch um die Bildung bemüht. Er war an der Gründung einer Arbeitsschule für Töchter unbemittelter Eltern und einer Zeichnungsschule für Handwerker beteiligt. In diesem Zuge erstellte er 1796 auch ein Neues Scholarium betreffend Besoldung der Landschulmeister.
Rahn war 1782 an der Gründung des Medizinisch-chirurgischen Instituts massgeblich beteiligt. Es war die erste vollwertige Medizinschule der Stadt Zürich und ist der Vorgänger der medizinischen Fakultät der Universität Zürich. In diesem Jahr lehnte er auch einen Ruf an die Göttinger Universität ab. 1804 wurde das zunächst private Institut ein Kantonalinstitut. 1784 konnte er dann das Seminar im Waldegg eröffnen, in dem etwa 20 Landärzte sowie wenige Hebammen pro Jahrgang ihre weitere, dreijährige Ausbildung erhalten konnten. Das Besondere dabei war die Verbindung mit der praktischen Patientenversorgung in eigenen Krankenzimmern des Seminars. Auch an der städtischen Medizinschule wurden Operationen und die Patientenbetreuung und die Ausbildung miteinander verbunden. 
Rahn wurde 1784 die Professur für Mathematik und Physik am Collegium Carolinum übertragen; in diesem Zug wurde er auch zum Chorherrn ernannt. 1789/1790 war er Rektor des Carolinum. Für seine Arbeit am Institut verfasste er Neun Exercitationes, Positiones physicae und Theses physicae. Mit der Verleihung der Pfalzgrafenwürde 1792 durch Karl Theodor wurde Rahn persönlich das Recht zur Promotion verliehen. Insgesamt machte er nur spärlich von diesem Recht Gebrauch. Unter anderem promovierte er Johann Gottlieb Fichte zum Doktor der Philosophie. 
Rahn war auch in der unruhigen Zeit der Helvetischen Republik um die Beförderung der medizinischen Situation bemüht. Er wirkte von 1798 bis 1800 als Senator der Helvetischen Republik. Ausserdem war er – um weitreichende Vernetzung der Ärzte bemüht – 1788 Gründungspräsident der Helvetischen Gesellschaft correspondierender Ärzte und Wundärzte. Daneben war er 1810 Gründungspräsident der Medizinisch-chirurgischen Kantonalgesellschaft, die bis heute als Ärztegesellschaft des Kantons Zürich fortwirkt.
Rahn war Mitglied vieler wissenschaftlicher Gesellschaften. So war er ab 1768 Mitglied der Naturforschenden Gesellschaft zu Zürich, der er ab 1790 Vizepräsident und Quästor war. Von 1803 bis zu seinem Tod stand er ihr schliesslich als Präsident vor. 1791 wurde er mit der Nr. 937 in die Deutsche Akademie der Naturforscher Leopoldina unter dem Beinamen Acarnan IV.  gewählt.

## Zeitschriften
Rahn war vielfach Herausgeber von Fachzeitschriften, so der Gazette De Santé: Oder gemeinnütziges medicinisches Magazin (1782–1786), des Archivs gemeinnütziger physischer und medicinischer Kenntnisse zum Besten des zürcherischen Seminars geschickter Landärzte (1787–1791), der Gemeinnüzigen Wochenschrift physischen und medicinischen Innhalts. Zum Besten des Zürcherischen Seminariums geschikter Landärzte herausgegeben (50 Hefte, 1792), des Museums der Heilkunde (1792–1797), der Medicinisch-praktischen Bibliothek. In Verbindung mit mehrern Mitgliedern der Helvetischen Gesellschaft correspondirender Aerzte und Wundärzte herausgegeben (1795/1796) sowie des Magazins für gemeinnützige Arzneykunde und medizinische Polizey (1799–1801).

## Werke (Auswahl)
- Abhandlung von der Natur, Eigenschaft, Wirkung und dem Gebrauch des Nydel-Bads. Fusslin, Zürich 1766.
- Mirum Inter Caput Et Viscera Abdominis Commercium. Barmeier, Göttingen 1771.
- Exercitationum physicarum de causis physicis mirae illius, tum in homine, tum inter homines, tum denique inter cetera naturae corpora sympathiae. 3 Bände, Gessner, Zürich 1786–1790.
- Physische Abhandlungen von den Ursachen der Sympathie, von dem Magnetismus und Schlafwandeln. Jacobaer, Leipzig 1790.
- Handbuch der praktischen Arzneywissenschaft. Zürich 1792.